# Serie A1 2011-2012 (pallanuoto femminile)
La Serie A1 2011-2012 è stata la 28ª edizione del massimo livello del campionato italiano femminile di pallanuoto. Il campionato è partito sabato 1º ottobre 2011 e si è concluso con la finale scudetto il 19 maggio 2012. Ci sono state due lunghe pause, dal 10 dicembre al 4 febbraio e dal 10 marzo al 24 aprile, per agevolare i numerosi impegni della nazionale.
La formula del campionato cambia rispetto al recente passato: non si sono disputati i play-off, ma al termine della stagione regolare le prime quattro si sono qualificate per una Final Four a eliminazione diretta, con lo scopo di creare un evento a forte impatto mediatico, che si è disputato a Civitavecchia. Inoltre il numero delle squadre è stato ridotto da 12 a 10: Nervi e Athlon Palermo non si sono iscritte al campionato e non sono state sostituite.
Le due neopromosse sono la Firenze Pallanuoto e la pluriscudettata Volturno, entrambe assenti dalla massima serie dalla stagione 2007-08. La Pro Recco ha rilevato il titolo sportivo del Rapallo.

## Squadre partecipanti
| Club              | Città                         | Stadio                              |
| ----------------- | ----------------------------- | ----------------------------------- |
| Bologna           | Bologna                       | Centro Sportivo dello Sterlino      |
| Fiorentina        | Firenze                       | Piscina comunale Goffredo Nannini   |
| Firenze           | Firenze                       | Piscina comunale Goffredo Nannini   |
| Imperia           | Imperia                       | Piscina comunale Felice Cascione    |
| Orizzonte CT      | Catania                       | Piscina di Nesima                   |
| Ortigia           | Siracusa                      | Piscina comunale Paolo Caldarella   |
| Plebiscito Padova | Padova                        | Centro Sportivo del Plebiscito      |
| Pro Recco         | Recco (GE)                    | Piscina comunale di Sori            |
| Volturno          | Santa Maria Capua Vetere (CE) | Piscina Comunale S.Maria Capua Vet. |
| Messina           | Messina                       | Piscina Comunale Cappuccini         |

## Regular season

### Classifica
|  |     | Regular season 2011-2012 | Pti | G  | V  | N | P  | GF  | GS  | DR   |
|  | --- | ------------------------ | --- | -- | -- | - | -- | --- | --- | ---- |
|  | 1.  | Pro Recco                | 49  | 18 | 16 | 1 | 1  | 245 | 107 | +138 |
|  | 2.  | Plebiscito Padova        | 43  | 18 | 14 | 1 | 3  | 161 | 110 | +51  |
|  | 3.  | Imperia                  | 41  | 18 | 13 | 2 | 3  | 204 | 135 | +69  |
|  | 4.  | Orizzonte CT             | 36  | 18 | 12 | 0 | 6  | 231 | 174 | +57  |
|  | 5.  | Fiorentina               | 27  | 18 | 9  | 0 | 9  | 152 | 133 | +19  |
|  | 6.  | Firenze                  | 21  | 18 | 6  | 3 | 9  | 183 | 212 | -29  |
|  | 7.  | Bologna                  | 14  | 18 | 4  | 2 | 12 | 117 | 182 | -65  |
|  | 8.  | Messina                  | 13  | 18 | 4  | 1 | 13 | 129 | 239 | -110 |
|  | 9.  | Ortigia                  | 11  | 18 | 3  | 2 | 13 | 142 | 217 | -75  |
|  | 10. | Volturno                 | 7   | 18 | 1  | 4 | 13 | 169 | 224 | -55  |

### Calendario e risultati
| 01-10-11 | 1ª giornata           | 10-12-11 |
| 15-7     | Fiorentina - Ortigia  | 11-3     |
| 9-8      | Imperia - Bologna     | 11-5     |
| 6-18     | Messina - Pro Recco   | 2-22     |
| 12-10    | Orizzonte - Firenze   | 16-8     |
| 13-9     | Plebiscito - Volturno | 6-2      |

| 22-10-11 | 4ª giornata           | 22-02-12 |
| 8-15     | Bologna - Orizzonte   | 7-18     |
| 6-17     | Firenze - Imperia     | 9-14     |
| 16-4     | Plebiscito - Messina  | 9-7      |
| 17-8     | Pro Recco - Ortigia   | 16-2     |
| 6-8      | Volturno - Fiorentina | 10-15    |

| 12-11-11 | 7ª giornata          | 10-03-12 |
| 11-10    | Imperia - Orizzonte  | 9-6      |
| 13-3     | Firenze - Bologna    | 12-12    |
| 5-9      | Messina - Fiorentina | 4-13     |
| 3-7      | Ortigia - Plebiscito | 7-14     |
| 12-10    | Pro Recco - Volturno | 16-3     |

| 08-10-11 | 2ª giornata            | 04-02-12 |
| 4-6      | Bologna - Plebiscito   | 1-8      |
| 16-10    | Firenze - Messina      | 13-15    |
| 5-10     | Ortigia - Imperia      | 9-17     |
| 10-3     | Pro Recco - Fiorentina | 8-5      |
| 9-15     | Volturno - Orizzonte   | 10-19    |

| 29-10-11 | 5ª giornata             | 25-02-12 |
| 7-9      | Fiorentina - Plebiscito | 5-9      |
| 14-6     | Imperia - Volturno      | 15-11    |
| 8-20     | Messina - Orizzonte     | 10-22    |
| 10-12    | Ortigia - Firenze       | 10-16    |
| 15-3     | Pro Recco - Bologna     | 11-2     |

| 30-11-11 | 8ª giornata            | 24-04-12 |
| 7-4      | Fiorentina - Bologna   | 6-8      |
| 4-10     | Messina - Imperia      | 6-20     |
| 15-8     | Orizzonte - Ortigia    | 10-13    |
| 7-8      | Plebiscito - Pro Recco | 9-8      |
| 9-9      | Volturno - Firenze     | 17-17    |

| 15-10-11 | 3ª giornata            | 11-02-12 |
| 14-10    | Fiorentina - Firenze   | 6-8      |
| 8-8      | Imperia - Pro Recco    | 10-11    |
| 7-13     | Messina - Volturno     | 9-9      |
| 10-6     | Orizzonte - Plebiscito | 6-11     |
| 9-9      | Ortigia - Bologna      | 6-7      |

| 05-11-11 | 6ª giornata            | 03-03-12 |
| 5-6      | Bologna - Messina      | 8-10     |
| 5-18     | Firenze - Pro Recco    | 4-15     |
| 9-7      | Orizzonte - Fiorentina | 8-7      |
| 10-7     | Plebiscito - Imperia   | 7-7      |
| 12-13    | Volturno - Ortigia     | 13-13    |

| 07-12-11 | 9ª giornata           | 09-05-12 |
| 14-12    | Bologna - Volturno    | 9-8      |
| 7-8      | Firenze - Plebiscito  | 8-6      |
| 7-8      | Imperia - Fiorentina  | 8-6      |
| 12-9     | Ortigia - Messina     | 7-4      |
| 15-8     | Pro Recco - Orizzonte | 17-12    |

## Final Four

### Semifinali
| Arbitri: | Gomez Bensaia |

|              |           |             |
| 4: Kisteleki | Marcatori | 3: Di Mario |

| Arbitri: | Ceccarelli Riccitelli |

|            |           |                    |
| 4: Savioli | Marcatori | 3: Emmolo, Carrega |

### Finale 3º posto
| Arbitri: | Ceccarelli Bensaia |

|             |           |                               |
| 4: Di Mario | Marcatori | 2: Barzon, Gibellini, Bosello |

### Finale Scudetto
| Arbitri: | Gomez Riccitelli |

|             |           |           |
| 3: Bianconi | Marcatori | 3: Emmolo |

## Classifica marcatrici
- Aggiornata alla 9ª giornata di ritorno.

|  | Gol | Giocatrice        | Squadra           |
|  | --- | ----------------- | ----------------- |
|  | 56  | Dóra Kisteleki    | Pro Recco         |
|  | 55  | Roberta Bianconi  | Pro Recco         |
|  | 52  | Giulia Emmolo     | Imperia           |
|  | 48  | Giulia Bartolini  | Firenze           |
|  | 45  | Barbara Bujika    | Messina           |
|  | 43  | Mercedes Stieber  | Imperia           |
|  | 42  | Tania Di Mario    | Orizzonte CT      |
|  | 40  | Marta Colaiocco   | Firenze           |
|  | 38  | Arianna Garibotti | Orizzonte CT      |
|  | 35  | Martina Savioli   | Plebiscito Padova |
|  | 35  | Anikó Pelle       | Ortigia           |
|  | 31  | Daria Starace     | Volturno          |
|  | 30  | Martina Miceli    | Orizzonte CT      |
|  | 30  | Allegra Lapi      | Fiorentina        |
|  | 29  | Alessia Millo     | Bologna           |
|  | 28  | Simona D'Agata    | Messina           |
|  | 28  | Valeria Palmieri  | Orizzonte CT      |
|  | 27  | Valentina Ayale   | Ortigia           |
|  | 27  | Noemi Vitaliti    | Ortigia           |
|  | 27  | Elisa Casanova    | Imperia           |
|  |     |                   |                   |

## Verdetti
- Pro Recco Campione d'Italia.
- Pro Recco e  Imperia qualificate alla LEN Champions Cup 2012-2013.
- Plebiscito Padova e  Orizzonte CT qualificate alla Coppa LEN 2012-2013.
- Volturno e Ortigia retrocesse in Serie A2.